# Окопал се танк (позиция)
Позицията „окопал се танк“ е огневата позиция на танка, когато е разположена на която само цевта и предната част на кулата на танка са в зоната на челна видимост, докато останалите му части са напълно скрити. Според оперативните и тактическите стандарти танк, скрит по този начин, съответства на три или четири открити танка.

## Характеристики
Най-често срещаният вариант на огневата позиция е поставянето на танк в окоп (понякога в устната реч вместо термина „изкоп“ се използват неточни имена – „капониер“ или „ескарп“). В този случай тялото на превозното средство, неговата ходова част и раменната лента на кулата са най-уязвимият елемент на резервоара, покрит с пръст, а самата кула, която е най-добре защитена, е отворена и може да стреля по врага. Вариант на позицията е прикриване на танка с парапет от камъни, торби с пясък, създаване на огнева позиция в руините, стрелба от противоположната страна на хълма и т.н. П.
Предимството на позицията е повишената защита на уязвимите елементи на танка и малкият размер на целта за откриване от врага и последващо прицелване. Освен това се намалява рискът от обездвижване на бойната машина от противника, като по този начин се запазва възможността за оперативно отстъпление от позицията. Основният недостатък е високата интензивност на труда и продължителността на изграждането на укреплението, особено при самостоятелно изпълнение на задачата от екипажа на танка. Също така, когато се използва такова укрепване, маневрирането е почти невъзможно. За да се избегне това, в защитните зони могат да се създадат няколко огневи позиции – окопи, които танковете могат да сменят по време на битката.
Танковото окопаване е широко използвано във войните от средата на 20-и век, особено в отбранителни битки срещу превъзхождащите ги вражески сили. По-специално старши лейтенант З. Г. Колобанов води известна битка на 20 август 1941 г. близо до имението (совхоза) на Войсковици (в която артилеристът на неговия танк, старши сержант А.М.Усов поразява 22 немски танка в колоната и 2 противотанкови оръдия), като предварително е оборудвал две позиции за резервоара си КВ-1, един от тях под формата на добре замаскиран траншеен танк от глинена яма на бивша тухлена фабрика на имение с парапет от големи гранитни павета и промяна на позицията в паузата на битката. Танкът на Колобанов е „заровен чак до оръдието“, което не позволява леките танкове от разстрелваната немска танкова колона да използват единствената възможност в огневи сблъсък със съветски тежък танк – да се удари в оръдейния пръстен и да се задръсти, въпреки 135 точни попадения върху съветския танк, който счупи коаксиалната картечница и перископа на командира.
Огневата позиция „окопал се танк“ трябва да се различава от това да се вкопае танк в земята по отбранителни линии и по този начин да се превърне в неподвижна огнева точка. Като правило остарелите и лесно уязвими превозни средства или превозни средства с повредено шаси се вкопават в земята.
Много съвременни танкове за изкопаване на изкопа са снабдени с оборудване за самоокопаване.

## Влияние на конструкцията на Танка
Когато заема позиция „окопал се“, използвайки наклона на хълм (без самозакрепване), танка трябва да спусне цевта, тъй като корпусът му в този случай стои върху издигащия се участък на релефа. Ако ограничителният ъгъл на спускане на цевта не е достатъчен, танка е принуден да стреля в по-плоско (и по-отворено) положение по-близо до върха на хълма.
Съветските следвоенни и руските танкове имат много нисък профил. В същото време ниската кула ограничава ъгъла, до който оръдието може да бъде спуснато (тъй като затворът на оръдието се опира на покрива на кулата на резервоара). В резултат на това типичният съветски танк има ъгли на наклона на оръдието от -5 до +15 градуса, докато западните танкове обикновено могат да променят ъгъла на наклон между -10 и +20 градуса.
Таноквете с люлееща се кула са силно защитени, когато са в окоп (тъй като нямат място над пистолета за повдигане на затвора при спускане на цевта).